# Andrée Joly
Andrée Joly, també coneguda com a Andrée Brunet o Andrée Brunet-Joly, (París, França 1901 - Boyne City, Estats Units 1993) fou una patinadora sobre gel francesa.

## Biografia
Va néixer el 16 de setembre de 1901 a la ciutat de París.
El 1929 es casà amb Pierre Brunet, el seu company de patinatge, motiu pel qual també és coneguda amb el cognom del seu company. Establerts als Estats Units al final de la seva carrera esportiva morí el 30 de març de 1993 a la seva residència de Boyne City, població situada a l'estat de Michigan.

## Carrera esportiva
Durant la dècada del 1920 Joly aconseguí guanyar de forma consecutiva les edicions del Campionat Nacional de França de patinatge artístic en categoria individual entre els anys 1921 i 1930, i juntament amb la seva parella Pierre Brunet les edicions entre els anys 1924 i 1933.
Juntament amb Pierre Brunet l'any 1924 participaren en els Jocs Olímpics d'hivern de Chamonix (França), aconseguint la medalla de bronze en la final de parelles i el cinquè lloc en categoria individual. En l'edició de 1928 celebrada a Sankt Moritz (Suïssa) aconseguiren la medalla d'or, i novament en l'edició de 1932 realitzada a Lake Placid (Estats Units) tornaren a obtindre la victòria en la disciplina de parelles.
En els Campionat del Món de patinatge artístic l'any 1925 la parella aconseguí la plata i en les edicions de 1926, 1928, 1930 i 1932 amb la medalla d'or. Amb la victòria al Campionat d'Europa de patinatge artístic l'any 1932, aquell any aconseguiren les tres victòries més importants a nivell mundial (Jocs Olímpics, Mundial i Europeu).
L'any 1936 refusaren participar en els Jocs Olímpics d'Hivern de 1936 realitzats a Garmisch-Partenkirchen en protesta al règim nazi. El 1936 van esdevenir professionals i l'any 1940 s'establiren als Estats Units, on van esdevenir entrenadors de futurs patinadors com Carol Heiss i Scott Hamilton.